# Distretto di Prakhon Chai
Il distretto di Prakhon Chai (in thailandese: ประโคนชัย) è un distretto (amphoe) della Thailandia, situato nella provincia di Buriram.